# Milawa
Milawa (ukr. Миляво) – wieś na Ukrainie w rejonie lwowskim (wcześniej w rejonie żółkiewskim) obwodu lwowskiego.

## Historia
Pod koniec XIX w. część wsi Kamionka Wołoska w powiecie rawskim.